# Гелепху
Гелепху (дзонг-кэ དགེ་ལེགས་ཕུ་, вайли dge-legs-phu, лат. Gelephu) — город в Бутане, административный центр дунгхага Гелепху, в составе дзонгхага Сарпанг. Город расположен на границе с Индией.
Население города — 9199 человек (перепись 2005 г.), а по оценке 2012 года — 10 416 человек.

## Транспорт
На западе Гелепху соединён автомобильной дорогой с приграничным городом Сарпанг, административным центром дзонгхага, откуда дорога уходит на север в сторону Пунакхи через Дампху и Вангди-Пходранг. На север из Гелепху уходит дорога к городам Жемганг и Тонгса.
Предполагается соединить Гелепху 58-километровой железнодорожной веткой с городом Кокраджхар (Ассам), в результате чего город будет соединён с индийской железнодорожной сетью.
В июне 2011 года планировалось открытие аэропорта Гелепху для местных перевозок. Торжественное открытие аэропорта удалось провести 25 октября 2012 года, однако начало рейсовых перевозок ожидается не ранее марта 2013 года.
 .